# 22 вересня
22 вересня — 265-й день року (266-й у високосні роки) в григоріанському календарі. До кінця року залишається 100 днів.

## Свята і пам'ятні дні

### Міжнародні
- Всесвітній день захисту слонів.
- Всесвітній день носорога.
- Всесвітній день пацієнтів, які страждають на ХМЛ (хронічний мієлоцитарний лейкоз)
- День без автомобілів.

### Національні
- Україна: День партизанської слави.
- Болгарія: День незалежності.
- Малі: День Незалежності.
- Естонія: День збройного опору (День уряду Отто Тійфа). Вшанування пам'яті жертв відновлення радянської влади 1944 року (з 2007 року).
- Латвія: День єдності балтів.
- Литва: День єдності балтів.
- США: День американських бізнесвумен[en].

### Релігійні

#### Західне християнство
- Пам'ять папи Фелікса IV;
- Пам'ять мученика Маврикія;
- Пам'ять святих Діґну й Емериту[en], Еммерама Регенсбурзького[en], Ігнатія Сантійського[en], Лауда Кутанського[en], Салаберґи[en], Санктина з Мо[en], Септимія Езійського[en], Томаса Віллановського, Фоки Садівника[en] та Фока Синопського.
- Пам'ять святого Павла Чон Хасанґ[en] (один з корейських мучеників[en]);
- Пам'ять Тебейський легіону;
- Пам'ять святого Філандера Чейза[en] (Єпископальна церква).

#### Східне християнство[1]
- Пам'ять пророка Йони;
- Пам'ять священномученика Фоки Синопського;
- Пам'ять преподобного пресвітера Йони, батька святителя Теофана, творця канонів, і Теодора, Начертанних;
- Пам'ять мученика вертоградаря Фоки;
- Пам'ять праведного Петра Африканського, колишнього митаря.

## Іменини
✝  Католицькі: Діґна, Емерита, Еммерам, Ігнатій, Лауд, Маврикій, Павло, Салаберґа, Санктин, Септимій, Томас, Фелікс, Фока.
✙ Православні: Йона, Петро, Фока, Теодор.

## Події
- 1002 — заснування міста Хотин (Чернівецька область, Україна)
- 1307 — Королівська рада Франції ухвалила рішення про арешт усіх тамплієрів, що перебувають на території держави
- 1499 — Швейцарія здобула незалежність від Священної Римської імперії
- 1792 — цей день був оголошений першим днем французького революційного календаря
- 1862 — президент США Авраам Лінкольн оголосив про звільнення негрів-рабів
- 1908 — Болгарське князівство де-юре визнано незалежною державою
- 1917 — Симон Петлюра виступив на засіданні Генерального секретаріату УНР із законопроєктом про Вільне козацтво
- 1939 — радянські війська окупували Львів і Стрий
- 1939 — СРСР і Третій Рейх попередньо встановили демаркаційну лінію між своїми окупаційними зонами в Польській республіці
- 1939 — пройшов спільний радянсько-нацистський парад у Бересті
- 1941 — в зайнятому нацистами Києві відновлено діяльність Всеукраїнської православної церковної ради
- 1955 — в Аргентині здійснено військовий переворот, що повалив уряд диктатора Хуана Перона.
- 1955 — біля Бахчисарая відкрили найбільшу в СРСР астрофізичну обсерваторію.
- 1968 — українська співачка Софія Ротару вийшла заміж за свого акомпаніатора Анатолія Євдокименка.
- 1980 — почалася ірано-іракська війна.
- 1993 — прем'єр-міністра України Леоніда Кучму відправлено у відставку
- 2012 — в одному з ресторанів Преторії під час збройного пограбування, смертельно поранений Коррі Сандерс, екс-чемпіон світу з боксу, який наступного дня помер у лікарні.
- 2019 — завершення українського фестивалю «Comic Con Ukraine 2019» у Києві.

## Народились
Дивись також Категорія:Народились 22 вересня
- 1601 — Анна Австрійська — королева Франції (1615—1651), мати Людовіка XIV.
- 1741 — Петер-Сімон Паллас, німецький природознавець та етнограф, академік.
- 1791 — Майкл Фарадей — британський фізик і хімік, який відкрив електромагнітну індукцію, творець генератора
- 1811 — Міхал Годжа, словацький письменник, керівник словацького повстання проти угорців
- 1835 — Олександр Потебня — український філолог-славіст, автор учення про внутрішню форму слова
- 1839 — Корнило Устиянович, український художник
- 1869 — Андре Боньє, французький письменник
- 1875 — Мікалоюс Константінас Чюрльоніс, литовський художник і композитор («Соната сонця», «У лісі»)
- 1896 — Грінберг Урі-Цві, єврейський письменник.
- 1907 — Моріс Бланшо, французький письменник, есеїст, літературний критик, філософ
- 1909 — Євстахій Струк, діяч ОУН, адміністратор Львівського медичного інституту
- 1910 — Йосиф Вартичан, молдовський літературознавець, академік АН Молдовської РСР
- 1928 — Світлана Кузьменко, українська письменниця, членкиня НСПУ, ПЕН-клубу, Об'єднання українських письменників у Канаді «Слово»
- 1933 — Єско фон Путткамер, німецько-американський інженер-конструктор і керівний менеджер НАСА, письменник, історик космонавтики
- 1938 — Дін Рід, американський актор та співак
- 1939 — Табеї Дзюнко, японська альпіністка, перша жінка, яка підкорила Еверест
- 1939 — Олександр Костін, український композитор, Народний артист України (1996), Заслужений діяч мистецтв України, лауреат Шевченківської премії (1992), член Національної спілки композиторів України.
- 1951 — Гурепко Микола Михайлович, український прозаїк.
- 1957 — Нік Кейв, австралійський рок-музикант, письменник, актор
- 1959 — Борис Барський, український актор, поет, режисер, Народний артист України (2009).
- 1960 — Іцхак Герцоґ, політичний та державний діяч, президент Ізраїлю.
- 1964 — Володимир Хрущак, український прозаїк і журналіст.
- 1965 — Андрій Дещиця, український дипломат, Надзвичайний і повноважний Посол, виконувач обов'язків Міністра закордонних справ України
- 1971 — Лариса Заспа, українська гандболістка, бронзова призерка Олімпійських ігор.
- 1975 — Олена Галета, українська поетеса і літературознавиця
- 1979 — Роберто Савіано, італійський письменник та журналіст
- 1987 — Том Фелтон, актор, відомий роллю Драго Мелфоя в фільмах про Гаррі Поттера.

## Померли
Дивись також Категорія:Померли 22 вересня
- 1072 — Оуян Сю, китайський державний діяч, письменник, історик, поет часів династії Сун.
- 1253 — Доґен, японський буддистський монах і філософ, послідовник вчення дзен, засновник секти Сото-сю
- 1566 — Йоганн Агрікола, німецький проповідник, лідер Реформації, сподвижник Мартіна Лютера
- 1688 — Франсуа Берньє, французький лікар, філософ, мандрівник та письменник.
- 1909 — Микола Мурашко, український художник, педагог
- 1914 — Ален-Фурньє, французький письменник.
- 1921 — Іван Вазов, болгарський письменник і громадський діяч.
- 1923 — Фердінанд Авенаріус, німецький поет.
- 1938 — Вероніка Черняхівська, українська поетеса, перекладачка. Розстріляна більшовиками.
- 1938 — Тадеуш Доленга-Мостович, польський письменник, журналіст, сценарист.
- 1950 — Олександр Динник, український вчений, засновник наукової школи з теорії пружності в Україні.
- 1956 — Фредерік Содді, британський вчений, лауреат Нобелівської премії 1921 року.
- 1961 — Меріон Дейвіс, американська комедійна акторка німого кіно.
- 1962 — Козакевич Еммануїл Генрихович, український та єврейський радянський письменник.
- 1966 — Векслер Володимир Йосипович, український радянський фізик, фундатор прискорювальної техніки (фазотрони, синхрофазотрони, синхротрони) у СРСР.
- 1976 — Ярмуш Василь Ількович, український поет і прозаїк.
- 1987 — Прилюк Дмитро Михайлович, український публіцист, письменник, педагог.
- 1989 — Ірвінг Берлін (Ізраїль Бейлін), американський композитор, автор «God Bless America» та інших пісень.
- 2000 — Єгуда Аміхай, ізраїльський поет.
- 2001 — Ісаак Стерн, американський скрипаль.
- 2007 — Марсель Марсо, французький актор і художник, мім.
- 2008 — Григорій Васькович, український педагог, політичний і громадський діяч, член Наукового Товариства ім. Шевченка, професор, декан і проректор Українського Вільного Університету у Мюнхені, член Проводу Організації Українських Націоналістів.
- 2007 — Кац Зельман Мендельович, російський радянський поет.
- 2010 — Рибачук Ада Федорівна, художниця-монументалістка, скульпторка. Співавторка замурованої «Стіни Пам'яті» на Байковому кладовищі.
- Едді Фішер, американський співак та актор.
- 2011 — Дженгіз Дагджи, кримськотатарський прозаїк та поет.
- 2011 — Ярослав Гомза, український освітянин, один з фундаторів Української Гельсінської групи на Донеччині.
- 2013 — Альваро Мутіс, колумбійський поет і прозаїк.